# John D. Loudermilk
John Dee Loudermilk Jr. (31 de marzo de 1934 - 21 de septiembre de 2016) fue un cantante y compositor estadounidense. Aunque tuvo su propia carrera discográfica durante las décadas de 1950 y 1960, era conocido principalmente como compositor.

## Trayectoria
John D. Loudermilk nació en Durham, Carolina del Norte, hijo de Pauline y John D. Loudermilk Sr., un carpintero analfabeto. Su familia pertenecía al Ejército de Salvación, por lo que los cantos eclesiásticos formaron parte de sus primeras influencias. Además, sus primos Ira y Charlie Loudermilk eran conocidos profesionalmente como The Louvin Brothers.
Cuando era niño Loudermilk aprendió a tocar la guitarra y, ya en la adolescencia, escribió un poema que él mismo musicó, "A Rose and a Baby Ruth". Los propietarios de la televisión local WTVD, donde trabajó como artista gráfico, le permitieron tocar la canción en antena y así llegará al músico country George Hamilton IV, quien la registrará en 1956. Este tema consiguió mantenerse 20 semanas en la lista pop de la revista Billboard, alcanzando el número 6.
Loudermilk se graduó del Campbell College (hoy Campbell University), una universidad privada propiedad de la Convención Baptista de Carolina del Norte en Buies Creek (Carolina del Norte), pero su carrera como compositor se asentará definitivamente después de que Eddie Cochran obtuviera su primer gran éxito con el tema de Loudermilk "Sittin' in the Balcony".
Loudermilk grabó algunas de sus propias canciones, incluyendo "Sittin' in the Balcony", bajo el nombre artístico de "Johnny Dee" (alcanzó el número 38 en las listas pop en 1957). Sus discos bajo el nombre artístico de "Johnny Dee" fueron grabados para el sello Colonial Records de Carolina del Norte.
En 1958, Loudermilk firmó con Columbia Records y grabó cinco sencillos hasta 1959 que no obtuvieron gran reconocimiento, incluida la versión original de "Tobacco Road”.
En 1961, firmó con RCA Victor. Entre los primeros éxitos de esta nueva etapa destacan algunos temas como “Language of Love” (1961), “Thou Shalt Not Steal” (1962), “Callin’ Doctor Casey” (1962) o “Road Hog” (1962). En 1963 escribió otro éxito histórico para George Hamilton IV, "Abilene".
Trabajando en Nashville, Tennessee, capital de la música country, Loudermilk se convirtió en uno de los compositores más productivos de las décadas de 1960 y 1970, escribiendo éxitos de música country y pop para Everly Brothers, Johnny Tillotson, Chet Atkins, Nashville Teens, Paul Revere & the Raiders, Johnny Cash, Marianne Faithfull, Stonewall Jackson, Sue Thompson y otros.
Sus canciones más conocidas de esos años incluyen "Indian Reservation", un tema de éxito en 1968 con el cantante británico Don Fardon y que fue número 1 en Estados Unidos poco después, en 1971, con Paul Revere & the Raiders. Escribió "Ebony Eyes", número uno en Reino Unido en 1961 y número 8 en las listas de éxitos estadounidenses interpretada por los Everly Brothers. Uno de sus temas más conocidos fue Tobacco Road, Top 20 en 1964, tanto en los Estados Unidos como en el Reino Unido para los Nashville Teens.
Otros temas destacados fueron "This Little Bird", número 6 en Reino Unido con Marianne Faithfull en 1965, y "Then You Can Tell Me Goodbye", en el Top Ten estadounidense en 1967 interpretado por The Casinos y que alcanzaría el número uno al año siguiente Eddy Arnold al año siguiente.
Loudermilk había sufrido de cáncer de próstata y dolencias respiratorias. Murió el 21 de septiembre de 2016 en su casa en Christiana, Tennessee. La causa de la muerte fue un ataque al corazón, según su hijo Michael. Tenía 82 años.
La John D. Loudermilk Collection se encuentra en la Southern Folklife Collection de la Biblioteca Wilson de la Universidad de Carolina del Norte en Chapel Hill.

## Discografía

### Álbumes
- 1961 Language of Love (RCA)
- 1962 Twelve Sides of John D. Loudermilk (RCA)
- 1966 A Bizarre Collection of the Most Unusual Songs (RCA)
- 1967 Suburban Attitudes in Country Verse (RCA)
- 1968 Country Love Songs (RCA)
- 1969 The Open Mind of John D. Loudermilk (RCA)
- 1970 The Best of John D. Loudermilk (RCA)
- 1971 Volume 1-Elloree  (Warner Music)
- 1979 Just Passing Through	 (MIM)

### Singles
- 1957 "Sittin' in the Balcony"
- 1961	"Language of Love"
- 1962	"Thou Shalt Not Steal"
- 1962 "Callin' Dr. Casey"
- 1962 “Road Hog"
- 1963	"Bad News" (b/w "Guitar Player(Her and Him)")
- 1964	"Blue Train (Of the Heartbreak Line)"
- 1964 “Th' Wife"
- 1965	"That Ain't All"
- 1966 "Silver Cloud Talkin' Blues"
- 1966 “You're the Guilty One"
- 1967	"It's My Time"
- 1968	"Odd Folks of Okracoke"
- 1969	"Brown Girl"
- 1971	"Lord Have Mercy"
- 1979	"Every Day I Learn a Little More About Love"